# André Ooijer
André Antonius Maria Ooijer est un  joueur de football néerlandais, né le 11 juillet 1974 à Amsterdam. Il évolue au poste de défenseur central ou de défenseur latéral droit (1,84 m – 76 kg).
Ce défenseur polyvalent capable de jouer milieu défensif ou arrière latéral a fait partie de l'équipe du PSV Eindhoven qui a remporté 5 titres de Champion des Pays-Bas entre 1997 et 2006. 
International néerlandais depuis 1998, il a participé à la Coupe du monde 2006 et à l'Euro 2008 en qualité de titulaire.

## Biographie
À l'âge de 12 ans, André Ooijer est recruté par l'Ajax Amsterdam mais ne joue seulement qu'avec l'équipe réserve. Il est prêté à FC Volendam pour la saison 1994-95 avant d'être transféré à Roda JC au début de la saison 1995-96. Avec Roda JC, il évoluera au poste de défenseur droit, mais aussi en tant que défenseur central ou milieu de terrain défensif. Le club du PSV Eindhoven étant impressionné par ses performances, l'achète lors de la saison 1997-98. 
Sous les couleurs du club d'Eindhoven, aux côtés de joueurs comme Jaap Stam, Ruud van Nistelrooy, Philip Cocu et Mark van Bommel, il remporte 5 titres de champion des Pays-Bas et participe à de nombreux matchs en Ligue des champions entre 1997 et 2006. 
Le sélectionneur national, Guus Hiddink le retient dans la sélection néerlandaise pour la Coupe du monde 1998 en France, en tant que doublure de Michael Reiziger. Néanmoins, il restera durant toute la compétition sur le banc des remplaçants. 
C'est Frank Rijkaard qui lui donne sa première chance avec les « oranje » le 5 juin 1999 contre le Brésil, après que Reiziger se soit blessé pendant le match. 
Malgré de bonnes performances, il ne sera pas retenu dans l'équipe nationale appelé à disputer l'Euro 2000. Souvent appelé en sélection, mais non retenu pour les grands tournois, Ooijer a eu pendant une longue partie de sa carrière, un statut d'éternel remplaçant, notamment lorsque Louis van Gaal et Dick Advocaat ont pris les rênes de la sélection Oranje. Ce n'est que lorsque Marco van Basten devient sélectionneur que son statut évolue en sélection nationale. 
Retenu pour la Coupe du monde 2006 en Allemagne, il dispute l'intégralité des quatre matchs de son équipe (éliminée en huitième de finale (1 - 0) par le Portugal). 
Il est même l'un des rares trentenaires de l'équipe et fait figure de vétéran malgré une vingtaine de sélections. 
À la fin de la Coupe du monde 2006, il quitte le PSV Eindhoven pour le club anglais de Blackburn Rovers. Après des débuts peu convaincants, il s'adapte progressivement à l'équipe et devient un cadre régulier de l'équipe. 
En 2008, il retenu par Marco van Basten pour disputer l'Euro 2008. Il participe aux remarquables victoires des Pays-Bas contre l'Italie (3 - 0), la France (4 - 1) et la Roumanie (2 - 0). Lors du match contre la France, Ooijer commettra une main sur un tir de Thierry Henry lors de la surface de réparation. Cette faute (qui aurait valu un penalty) ne sera pas sifflée par l'arbitre. Il admettra le lendemain devant la presse, son erreur en déclarant: 
"Oui, il y avait pénalty sur le tir de Thierry Henry. Je stoppe complètement le ballon de la main. Sans cela, il y aurait eu certainement but" 
Les Pays-Bas s'inclineront en quart de finale de l'Euro contre la Russie (3 - 1) a.p..
Pour la saison 2009-2010, il retournera au PSV Eindhoven.
Le 9 août 2010, l'Ajax annonce son recrutement sur la base d'un contrat d'une saison.
Il met un terme à sa carrière à la fin de la saison 2011/2012.

## Carrière
- 1986-1994 : Ajax Amsterdam ( Pays-Bas)
- 1994-1995 : FC Volendam ( Pays-Bas)
- 1995-1997 : Roda JC ( Pays-Bas)
- 1997-2006 : PSV Eindhoven ( Pays-Bas)
- 2006-2009 : Blackburn Rovers ( Angleterre)
- 2009-2010 : PSV Eindhoven ( Pays-Bas)
- 2010-2012 : Ajax Amsterdam ( Pays-Bas)[3],[4]

## Palmarès

### En club
- Champion des Pays-Bas en 2000, en 2001, en 2003, en 2005 en 2006 avec le PSV Eindhoven, en 2011 et en 2012 avec l'Ajax Amsterdam
- Vainqueur de la Coupe des Pays-Bas en 1997 avec le Roda JC et en 2005 avec le PSV Eindhoven
- Vainqueur du Trophée Johan Cruyff en 1998, en 2000, en 2001 et en 2003 avec le PSV Eindhoven

### En équipe des Pays-Bas
- 55 sélections et 3 buts entre 1998 et 2010
- Participation à la Coupe du Monde en 1998 (4e), en 2006 (1/8 de finaliste) et en 2010 (Finaliste)
- Participation au Championnat d'Europe des Nations en 2008 (1/4 de finaliste)

#### Buts en sélection
| Buts en sélection de André Ooijer | Buts en sélection de André Ooijer | Buts en sélection de André Ooijer | Buts en sélection de André Ooijer | Buts en sélection de André Ooijer | Buts en sélection de André Ooijer | Buts en sélection de André Ooijer       |
| #                                 | Date                              | Lieu                              | Adversaire                        | Score                             | Résultats                         | Compétitions                            |
| --------------------------------- | --------------------------------- | --------------------------------- | --------------------------------- | --------------------------------- | --------------------------------- | --------------------------------------- |
| 1                                 | 19 novembre 2003                  | Amsterdam Arena, Amsterdam        | Écosse                            | 2-0                               | 6-0                               | Barrages Euro 2004                      |
| 2                                 | 3 septembre 2004                  | Stadion Galgenwaard, Utrecht      | Liechtenstein                     | 2-0                               | 3-0                               | Match amical                            |
| 3                                 | 10 juin 2009                      | De Kuip, Rotterdam                | Norvège                           | 1-0                               | 2-0                               | Éliminatoires de la Coupe du monde 2010 |